# Wilhelm Kolb
Wilhelm Kolb (* 21. August 1870 in Karlsruhe; † 18. April 1918 ebenda) war ein deutscher sozialdemokratischer Politiker. Er war führender Sozialdemokrat in Karlsruhe und Exponent eines reformistischen Kurses. Als Fraktionsvorsitzender seiner Partei in der zweiten Kammer der badischen Ständeversammlung ging er ein Bündnis (Großblock) mit Demokraten und Nationalliberalen ein. Diese Politik wurde von der Gesamtpartei scharf abgelehnt.

Kolb im Kreis führender badischer Sozialdemokraten, aufgenommen wahrscheinlich 1906 vor der alten Landeshalle in Offenburg. Sitzend von rechts: Emil Eichhorn, Ludwig Frank, Wilhelm Kolb, Georg Monsch. Stehend, erster von rechts: Adolf Geck. Die weiteren Personen sind nicht bekannt.

## Familie und frühe Jahre
Er war Sohn des Schuhmachers Johann Wilhelm Kolb und der Mutter Christiane. Er selbst heiratete 1894 Sofi Regina Faßbind. Aus der Ehe gingen keine Kinder hervor.
Nach der Schule lernte er den Malerberuf. Als Geselle wanderte er durch Süddeutschland und die Schweiz.

## Karlsruher SPD und Kommunalpolitik
Er war Sozialdemokrat und verlor wegen seiner Haltung seine Arbeitsstelle. Er stieg in den 1890er Jahren zur Führungsfigur der Karlsruher SPD auf. Beruflich war er seit 1894 Expedient der sozialdemokratischen Zeitung Volksfreund. Er setzte sich erfolgreich dafür ein, dass die Redaktion nach Karlsruhe verlegt wurde, Als dies 1899 geschah, wurde Kolb Mitglied der Redaktion. Er war zunächst verantwortlich für den Karlsruher Lokalteil. Er unterstützte den Chefredakteur Anton Fendrich bei dessen Kurswechsel in der Ausrichtung des Blattes, dass die Position des Revisionisten Eduard Bernstein vertrat.
Für die SPD gehörte er seit 1899 dem Bürgerausschuss in Karlsruhe an. Im Jahr 1908 wurde er einer der ersten sozialdemokratischen Stadträte (entspricht in etwa dem Magistrat in anderen Ländern) in Karlsruhe. Auch als er politische Aufgaben auf Landesebene übernahm, hat er sich intensiv in verschiedenen Ausschüssen und Beiräten an der kommunalpolitischen Arbeit beteiligt.

## Reformistische Positionen
Schon in dieser Zeit war Kolb reformistisch eingestellt, Im Jahr 1897 hatte er maßgeblich dazu beigetragen, dass die SPD auf kommunaler Ebene ein Bündnis mit den Demokraten eingegangen war. Der Antrag von Geck und des Landesvorsitzenden Johann Friedrich Haug die Exponenten der reformistischen Strömungen im Volksfreund als Redakuere zu entlassen, scheiterte auf dem Landesparteitag. Auf dem reichsweiten Parteitag von 1900 griff ihn Adolf Geck, ebenfalls aus Baden, wegen der Bündnispolitik an. Allerdings hatte der innerbadische Streit keine weiteren Auswirkungen. Kolb machte sich auch angreifbar, weil er forderte, aus dem Parteiprogramm „überflüssigen Ballast“ zu streichen. Weil er dazu auch die Forderung nach dem Frauenwahlrecht zählte, wurde er auf dem Parteitag von 1901 in Lübeck von August Bebel scharf an kritisiert. Auch der Versuch von Bebel auf dem badischen Landesparteitag eine Mehrheit gegen die reformistische Parteiführung um Kolb, Fendrich und August Dreesbach zu Stande zu bringen scheiterte.
Kolb hatte sich von den Angriffen Bebels nicht einschüchtern lassen, sondern trat auf dem Dresdener Parteitag 1903 als alle Versuche die reine marxistische Lehre in Zweifel zu ziehen, auf schärfste Kritik stieß, als Verteidiger einer veränderten Politik auf. Dabei sparte er nicht mit Angriffen auf Bebel selbst. Er meinte, es sei irrelevant für die praktische Arbeit, „ob wir die Kautskysche Zusammenbruchstheorie oder die Entwicklungstheorie Bernsteins akzeptieren wollen.“ Er versuchte zu beweisen, dass sich die neuen theoretischen Anstöße mit der Parteitradition vereinbaren ließen. Seine doch sehr weitgehenden Positionen führten dazu, dass er als mittlerweile verantwortlicher Redakteur des Volksfreundes versprechen musste, zukünftig das Blatt im Sinn der Parteilinie zu redigieren. Weitergehende negative Auswirkungen auf seine Position in der Landespartei hatte dies aber nicht.
Obwohl Eduard Bernstein 1903 auf dem Dresdener Parteitag mit seinem Revisionismus gescheitert war, sorgte nicht zuletzt Kolb dafür, dass sich die Partei in Karlsruhe von einer Fundamentalopposition hin zu einer sozialreformerischen Kraft wandelte. Kolb glaubte nicht an einen raschen Zusammenbruch des Kapitalismus, vielmehr sah er die gesellschaftlichen Veränderung als langsamen Prozess an. Eine bloße Politik der Negation und Verweigerung, die sich nur auf die Kritik des Systems beschränkte, sah er als verfehlt an. Stattdessen setzte er auf eine schrittweise Verbesserung der Lage der Arbeiter.

## Großblockpolitik
Kolb wurde 1903 in die zweite Kammer der badischen Landstände gewählt. Seit 1905 war er Fraktionsvorsitzender seiner Partei. Kolb war neben Georg von Vollmar aus Bayern ein Exponent eines betont reformerischen Kurses. Zusammen mit dem gleichgesinnten Ludwig Frank trat er für eine Zusammenarbeit mit den Demokraten und Nationalliberalen (Großblockpolitik) ein, um eine Vorherrschaft der Zentrumspartei zu verhindern. Das mit den beiden anderen Parteien vereinbarte Stichwahlabkommen hatte zur Folge, dass die Zahl der sozialdemokratischen Abgeordneten von sechs auf dreizehn wuchs.
In den folgenden Jahren war das Misstrauen zwischen den bürgerlichen Parteien und der SPD groß und es kam nur zu vereinzelt zu inhaltlicher Zusammenarbeit. Im Jahr 1909 kam die Partei bei den Landtagswahlen auf 20 Mandate und die SPD wurde nach dem Zentrum zweitstärkste Fraktion. Wieder kam es zu einem Stichwahlabkommen mit den Liberalen. Jetzt kam es auch zu einer inhaltlichen Zusammenarbeit. Mit der Unterstützung der SPD konnten weitreichende Reformen im Schulwesen, in der Steuerpolitik und der Gemeindeordnung beschlossen werden. Unter seiner Führung stimmte seine Fraktion dem Landeshaushalten von 1908 und 1910 zu.
Wie wenig Berührungsängste Kolb und Frank gegenüber dem Staat und der Monarchie hatten, zeigte sich 1907, als sie an der Beisetzung von Großherzog Friedrich I. teilnahmen. Von der Gesamtpartei wurde dies als Provokation und als Abkehr von der marxistischen Parteilinie empfunden.
Allerdings bildete sich gegen den reformerischen Kurs in der Partei oppositionelle Gruppen. Im Jahr 1913 verlor die Partei bei den Landtagswahlen und der Großblock zerbrach insbesondere an reichspolitischen Fragen.

## Innerparteiliche Kritik
Der badische Kurs stieß auf scharfe Kritik von führenden sozialdemokratischen Politikern im Reich. Kolb und Frank wurde sogar mit Parteiausschluss gedroht. Zu den schärften Kritikern gehörten Karl Kautsky und Rosa Luxemburg. Auf dem Nürnberger Parteitag von 1908 verteidigte Kolb seinen Kurs. Er meinte, dass man die Taktik den Realitäten anpassen müsse und dass diese anders aussähen als es sich Karl Kautsky in seiner Studierstube vorstelle. Der Parteitag hat insbesondere die Budgetbewilligung scharf verurteilt. Danach sei jeder gegnerischen Regierung das Staatsbudget bei der Gesamtabstimmung zu verweigern, es sei denn, dass die Ablehnung die Annahme eines für die Arbeiterklasse ungünstigeren Budgets zur Folge haben würde. Vor allem aus Süddeutschland erklärten 66 Delegierte, dass der Parteitag für reichsweite Entscheidungen die oberste Instanz sei. In allen speziellen Landesangelegenheiten sei die Landesorganisation die geeignete und zuständige Instanz, den Gang der Landespolitik selbständig zu bestimmen. Die jeweilige Entscheidung über die Budgetabstimmung müsse dem pflichtgemäßen Ermessen der ihrer Landesorganisation verantwortlichen Landtagsfraktion vorbehalten bleiben. Diese Kritik verschärfte sich 1910 noch einmal, weil Ludwig Frank und Wilhelm Kaub diesen Schritt auch als demonstrativen Akt in Richtung der eigenen Partei sahen. Sie fassten ihn als einen Kontrapunkt zur Massenstreikdebatte auf. Ihr Kurs fand die Billigung anderer süddeutscher Landesverbände, wurde aber vom Magdeburger Parteitag verworfen und jede weitere Budgetbewilligung mit Parteiausschluss bedroht.

## Erster Weltkrieg
Die Bewilligung der Kriegskredite zu Beginn des Ersten Weltkrieges fasste man in der badischen Sozialdemokratie als Einschwenken der Gesamtpartei auf ihren Kurs auf. Der Karlsruher Volksfreund vertrat einen stark national orientierten Standpunkt. Die SPD-Landtagsfraktion unter Kolb und Ludwig Marum hielt sich zunächst an die Burgfriedenspolitik. Während des Krieges war Kolb Inspektor der kommunalen Gutsverwaltung von Karlsruhe und hat als solcher versucht, die Lebensmittelversorgung während der Notjahre des Krieges zu verbessern. Im Jahr 1915 forderte er, dass die SPD nun endgültig "über den Rahmen der bloßen Arbeiterpartei hinauswachsen, um Volkspartei im besten Sinn des Wortes zu werden.."
Aber auch in Baden blieb die Burgfriedenspolitik nicht unumstritten und es kam auch dort 1917 zur Abspaltung der USPD. Vor diesem Hintergrund vollzog die Landtagsfraktion einen Kurswechsel. Kolb unterstützte nun die Friedensresolution des Reichstages, Er kündigte den Burgfrieden auf, in dem er weitere demokratische Reformen auch in Baden forderte. Diese Forderungen wurden von der Regierung abgelehnt.
Nach einer schweren Krankheit starb er 1918 noch vor Ausbruch der Revolution.